# Broadcasting House (Belfast)
Broadcasting House - budynek w Belfaście, stanowiący główną siedzibę BBC w Irlandii Północnej. Został wzniesiony w latach 1938-1941, liczy sześć pięter. Początkowo były z niego nadawane wyłącznie audycje radiowe, od 1953 prowadzona jest tam również produkcja telewizyjna. 
Budynek jest m.in. siedzibą rozgłośni radiowej BBC Radio Ulster, a także redakcji telewizyjnych, realizujących programy dla północnoirlandzkich mutacji kanałów BBC One i BBC Two, m.in. głównego regionalnego serwisu informacyjnego BBC dla Irlandii Północnej, zatytułowanego Newsline. BBC dysponuje jeszcze jednym budynkiem w Belfaście, znanym jako Blackstaff House, w którym produkowane są głównie większe formy telewizyjne, m.in. seriale.